# بییاروبیا د سانتیاگو
بییاروبیا د سانتیاگو (به اسپانیایی: Villarrubia de Santiago) یک شهرستان در اسپانیا است که در استان تولدو واقع شده‌است.

## خصوصیات
بییاروبیا د سانتیاگو ۱۵۵ کیلومترمربع مساحت و ۲٬۸۹۳ نفر جمعیت دارد و ۷۵۰ متر بالاتر از سطح دریا واقع شده‌است.